# Jana Wiktorowna Uskowa
Jana Wiktorowna Uskowa (russisch Яна Викторовна Ускова, wiss. Transliteration Jana Viktorovna Uskova; * 28. September 1985 in Maikop, Sowjetunion) ist eine ehemalige russische Handballspielerin, die für die russische Nationalmannschaft auflief. Mittlerweile ist sie als Handballtrainerin tätig.

## Karriere

### Im Verein
Uskowa lief anfangs in ihrer Geburtsstadt für AGU-Adyif auf, mit deren Damenmannschaft sie in der höchsten russischen Spielklasse antrat. Nachdem die Außenspielerin 2006 zum Ligakonkurrenten GK Rostow am Don gewechselt war, kehrte sie drei Jahre später zu AGU-Adyif zurück.
Uskowa stand ab der Saison 2011/12 beim russischen Erstligisten Swesda Swenigorod unter Vertrag. Mit Swesda gewann sie 2014 den russischen Pokal sowie den russischen Supercup. Weiterhin stand sie 2014 im Finale des Europapokals der Pokalsieger. Im Sommer 2016 schloss sich die Linkshänderin dem Ligakonkurrenten GK Kuban Krasnodar. Nachdem ihr Vertrag nach der Saison 2016/17 nicht verlängert wurde, war sie vereinslos. Ab Januar 2018 gehörte sie dem Kader des türkischen Erstligisten Kastamonu Belediyesi GSK an. Mit Kastamonu gewann sie 2019 die türkische Meisterschaft. 2020 beendete sie ihre Karriere.

### In der Nationalmannschaft
Jana Uskowa gehörte dem Kader der russischen Jugend- und Juniorinnenauswahl an. Mit diesen Auswahlmannschaften gewann sie bei der U-17-Europameisterschaft 2001, bei der U-19-Europameisterschaft 2004 sowie bei der U-20-Weltmeisterschaft 2003 und 2005 jeweils die Goldmedaille. 2006 nahm Uskowa an der Beachhandball-Europameisterschaft teil, bei der sie mit Russland die Silbermedaille gewann.
Uskowa wurde im Jahr 2004 erstmals vom damaligen Nationaltrainer Jewgeni Trefilow in den Kader der russischen Nationalmannschaft berufen. Mit der russischen Auswahl gewann sie 2005 und 2007 die Goldmedaille bei der Weltmeisterschaft sowie 2008 die Silbermedaille bei den Olympischen Spielen. Bei der WM 2007 wurde sie in das All-Star-Team gewählt.

### Als Trainerin
Uskowa trainierte in den Spielzeiten 2021/22 und 2022/23 die 2. Mannschaft von AGU-Adyif.